# Now (álbum de Shania Twain)
Now é o quinto álbum de estúdio da cantora e compositora canadense Shania Twain. Foi lançado em 29 de setembro de 2017 pela gravadora  Mercury Nashville. O álbum foi produzido por Twain ao lado de Ron Aniello, Jake Gosling, Jacquire King e Matthew Koma. Depois de uma voz severamente enfraquecida causada pela doença de Lyme, Twain se aposentou do show em 2004 e começou um hiato indefinido de música, e em um momento não tinha certeza se ela voltaria a cantar novamente. Após intensa reabilitação vocal e residência de concertos em Las Vegas, Shania: Still the One, ela começou a planejar um novo álbum de estúdio em 2013. Escrito inteiramente por Shania, Now é seu primeiro álbum de estúdio no qual ela assumiu um papel integral em sua produção, co-produzindo todas as faixas, e é seu primeiro álbum desde seu álbum de estréia a não ser produzido por Robert John “Mutt” Lange, o ex-marido de Twain.
Esse é o seu primeiro lançamento em quinze anos desde Up! (2002), Twain chamou Now como seu álbum mais pessoal e descreve seu tema como "indo do perdido para o encontrado, do triste para o feliz". Now não é necessariamente um álbum Country, em entrevista à Rolling Stone, Shania falou sobre a sua base musical ser rock e country, e isso é perceptível em todos os hits da cantora. Esses dois elementos permanecem em Now, na essência toda do álbum, o que ainda nos permite categorizá-lo como um disco de country pop. Mas, como todo bom álbum pop contemporâneo, a cantora mesclou também uma série de outras influências que aparecem sutis no seu novo trabalho, como o reggae e as batidas eletrônicas.
"Life's About to Get Good" foi lançado como o primeiro single do Now em junho de 2017, com várias faixas lançadas como singles promocionais antes do lançamento do álbum. "Swingin 'With My Eyes Closed" foi lançado como o segundo single do álbum em agosto, seguido por "Who's Gonna Be Your Girl" e "We Got Something They Don't" como o terceiro e quarto singles em outubro. Now recebeu críticas mistas de críticos de música, com alguns elogiando a produção do álbum e o muito aguardado retorno à música de Twain, enquanto outros criticaram seus vocais e não ficaram impressionados com o conteúdo lírico do álbum. O álbum estreou em primeiro lugar na Billboard 200, Canadian Albums e Top Country Albums e desde então alcançou o número um em vários países do mundo, além de ser certificado disco de platina no Canadá. Twain promoveu o álbum com apresentações de televisão, aparições em festivais e entrevistas e embarcou na Now Tour em maio de 2018.

## Antecedentes
Elas são muito pessoais, e eu acho que provavelmente serão mais do que antes. Eu digo, eu estou tentando me expressar melhor e mais emocionalmente do que antes em minha música. E eu venho sendo o mais verdadeira quanto aos meus sentimentos com a escrita do que nunca. Eu não sei o que isso representará no final. Porém será um processo bem interessante. Eu quero ter alguém que realmente possa sentir meus sentimentos e ser sensível a eles. Por que ele será um estilo de escrita mais pessoal para mim. E eu não quero ser enrolada por alguém que não está ali do meu lado querendo me ajudar no que eu estou propondo. E claro, eu quero alguém que tenha suas próprias ideias e que as coloque na mesa para me influenciar e me deixar entusiasmada. Estou apaixonada pela música que venho escrevendo. Na verdade, eu não sei se é o melhor caminho para colocar isso em prática. Eu acho que estou gostando de escrever músicas novamente.

—Twain sobre seu novo trabalho para o Jornal Calgary Herald.
Depois de lançar o álbum de compilação Greatest Hits em 2004, Twain lançou o single "Shoes" para a trilha sonora da série de televisão Desperate Housewives. Mais tarde, experimentando o colapso de seu casamento, Twain se divorciou de seu marido de longa data e parceiro de composição, o produtor musical Robert John "Mutt" Lange, em 2008. Ela se casou novamente com Frédéric Thiébaud, marido de sua ex-melhor amiga, em 2011. No mesmo ano, ela lançou o single promocional "Today Is Your Day", que teve um impacto moderado nas paradas.
Twain passou por terapia vocal após ser diagnosticada com disfonia e doença de Lyme, o que a fez quase perder a voz para cantar; ela embarcou em uma turnê de shows e residência em Las Vegas antes de revelar que novas músicas chegariam em 2017.
No dia 24 de abril de 2017, Twain revelou que estaria prestes a lançar seu mais novo álbum em 15 anos o qual ainda não tinha o seu título revelado, a informação foi dada pela cantora no programa americano “The Voice”. Em julho, Twain lançou “Life’s About to Get Good”, single principal para promover Now.
Após o grande anúncio de que finalmente estaria fazendo um novo trabalho, os fãs ficaram “de orelhas em pé” por quaisquer novidades sobre o projeto. Embora a maioria das canções já estavam finalizadas, Twain ainda procurava por um produtor. Twain preencheu o lançamento com suas músicas mais pessoais.

## Promoção

### Singles
Twain estreou "Life's About to Get Good", o primeiro single do álbum, no Stagecoach Festival em abril de 2017 antes de lançá-lo oficialmente como single em 15 de junho de 2017. O single estreou e alcançou a posição 36 na parada americana Billboard Country Airplay. Um videoclipe para a música, dirigido por Matthew Cullen, foi lançado em julho. "Swingin' With My Eyes Closed" foi lançado como o segundo single em 18 de agosto de 2017, posteriormente acompanhado por um videoclipe. "Who's Gonna Be Your Girl" foi lançado como o terceiro single do álbum em 10 de outubro de 2017, seguido por "We Got Something They Don't" como o quarto single em 30 de outubro.
Duas faixas de Now foram lançadas como singles promocionais antes do lançamento do álbum: "Poor Me" em 20 de julho de 2017, acompanhada por um vídeo com a letra, seguido por "We Got Something They Don't" em 15 de setembro.

### Turnê
Para continuar a promover o álbum, Twain  embarcou em uma turnê mundial.

## Crítica
| Críticas profissionais | Críticas profissionais |
| Pontuações agregadas   | Pontuações agregadas   |
| Fonte                  | Avaliação              |
| ---------------------- | ---------------------- |
| AnyDecentMusic?        | 5.0/10                 |
| Metacritic             | 58/100                 |
| Avaliações da crítica  |                        |
| Fonte                  | Avaliação              |
| AllMusic               | [ 23 ]                 |
| Consequence of Sound   | C                      |
| Entertainment Weekly   | B+                     |
| The Guardian           | [ 26 ]                 |
| Pitchfork              | 6.6/10                 |
| Rolling Stone          | [ 28 ]                 |

Now recebeu críticas mistas de críticos de música. No Metacritic, o álbum recebeu uma pontuação ponderada de 58 de 100 do site agregado de revisão Metacritic, indicando "revisões mistas ou médias", com base em 11 avaliações de críticos de música.
Robert Crawford, do Rolling Stone, chamou o álbum de "dramático e diversificado", mas afirma "Now continua a exploração que vimos pela última vez com Up! de 2002." Annie Reuter do Sounds Like Nashville, diz que "Twain se mostra relevante no Now" a produção do álbum como uma peça de destaque. "[Uma] produção de ponta que lembra ao ouvinte exatamente por que ela é a artista country mais vendida de todos os tempos", por outro lado, Mikael Wood do Los Angeles Times criticou a entrega vocal de Twain, argumentando que suas cordas vocais ainda não estão bem recuperadas, elogiando a produção e a composição, mas acrescentando: “O problema é o canto de Twain”. A crítica disse que as músicas animadas soam “planas e robóticas” e que não possuem “exuberância”, o escritor do Wall Street Journal, Barry Mazor, diz que o álbum encontra Twain "cantando em um registro um pouco menor - audível, mas não dramaticamente diferente". Mazor também elogiou a direção sonora de Twain, dizendo: "Se era comum sugerir durante o seu sucesso que os sons e imagens de vídeo eram misturas manipuladoras desenvolvidas por Lange, e Twain era meramente sua marionete, essa acusação certamente é bem desmentida agora.
O Daily Mail deu três estrelas (dentro de um total de cinco), dizendo “Dê a Twain um punhado de limões e ela arruinará um copo de limonada muito decente. Se ela tivesse decidido, em vez disso, misturar uma dose de whisky, Now poderia ter sido realmente atraente em vez de apenas refrescante”.
Por sua vez, o Toronto Sun fez muitos elogios pela “força e otimismo femininos”, mas também criticou sua voz, dizendo que algumas faixas “são tão processadas e modificadas no estúdio que são como distrações”. No entanto, eles concluíram positivamente: “Twain perseverou através de muitas dificuldades pessoais e a mensagem de sobrevivência deste álbum mostra que ela não vai deixar nada a parar”.
Por último, o Nashville Scene também escreveu positivamente sobre o álbum, e pontuou: “Se isso parecer fora de contexto, lembre-se de que o que colocou Twain no mapa em primeiro lugar: combinar o moderno com o tentado e verdadeiro.” O site também destacou: “A realidade é que a música de Twain nunca antes foi tão obscura, e isso é o que a torna interessante.”

## Alinhamento de faixas
Todas as faixas escritas e compostas por Shania Twain. 
| Now – Edição Padrão |                                |                            |         |  |
| N.º                 | Título                         | Produtore(s)               | Duração |  |
| 1.                  | "Swingin' with My Eyes Closed" | Shania Twain Ron Aniello   | 3:33    |  |
| 2.                  | "Home Now"                     | Twain Aniello Matthew Koma | 3:21    |  |
| 3.                  | "Light of My Life"             | Twain Jake Gosling         | 3:36    |  |
| 4.                  | "Poor Me"                      | Twain Gosling              | 3:21    |  |
| 5.                  | "Who's Gonna Be Your Girl"     | Twain Aniello Koma         | 4:13    |  |
| 6.                  | "More Fun"                     | Twain Jacquire King        | 3:38    |  |
| 7.                  | "I'm Alright"                  | Twain Aniello              | 3:51    |  |
| 8.                  | "Roll Me on the River"         | Twain Aniello Koma         | 3:06    |  |
| 9.                  | "We Got Something They Don't"  | Twain King                 | 3:28    |  |
| 10.                 | "You Can't Buy Love"           | Twain Gosling              | 2:39    |  |
| 11.                 | "Life's About to Get Good"     | Twain Aniello Koma         | 3:40    |  |
| 12.                 | "Soldier"                      | Twain King Riley           | 2:59    |  |
| Duração total:      | Duração total:                 | Duração total:             | 41:25   |  |

| Now – Faixas bônus da edição deluxe |                                   |                        |         |  |
| N.º                                 | Título                            | Produtor(es)           | Duração |  |
| 8.                                  | "Let's Kiss and Make Up"          | Twain Aniello Dan Book | 3:59    |  |
| 9.                                  | "Where Do You Think You're Going" | Twain Aniello          | 3:22    |  |
| 10.                                 | "Roll Me on the River"            | Twain Aniello Koma     | 3:06    |  |
| 11.                                 | "We Got Something They Don't"     | Twain King             | 3:28    |  |
| 12.                                 | "Because of You"                  | Twain Gosling          | 3:47    |  |
| 13.                                 | "You Can't Buy Love"              | Twain Gosling          | 2:39    |  |
| 14.                                 | "Life's About to Get Good"        | Twain Aniello Koma     | 3:40    |  |
| 15.                                 | "Soldier"                         | Twain King Riley       | 2:59    |  |
| 16.                                 | "All in All"                      | Twain King             | 3:43    |  |
| Duração total:                      | Duração total:                    | Duração total:         | 56:16   |  |

## Histórico de lançamentos
| Região | Data                   | Formato                                     | Versão        | Gravadora         | Ref.                               |
| ------ | ---------------------- | ------------------------------------------- | ------------- | ----------------- | ---------------------------------- |
| Várias | 29 de setembro de 2017 | Cassete CD download digital streaming vinil | Padrão deluxe | Mercury Nashville | [ 38 ] [ 36 ] [ 37 ] [ 39 ] [ 40 ] |